# Socket 370
El Socket 370 és un tipus de sòcol de CPU per microprocessadors, usat per primera vegada per l'empresa Intel per als seus processadors Pentium III i Celeron en substitució en els ordinadors personals de la vella interfície de ranura Slot 1. El "370" es refereix al nombre d'orificis en el sòcol per als pins del processador. Les versions modernes del sòcol 370 es troben generalment en les plaques base Mini-Mini-ITX i en els sistemes integrats. El sòcol 370 va ser utilitzat originalment per als processadors Intel Celeron, però es va convertir més endavant en plataforma per al processador Coppermine i els processadors Pentium III de Tualatin, així com per als processadors Cyrix III de Via-Cyrix, posteriorment anomenats VIA C3. Algunes placa mare que van utilitzar el sòcol 370, suportar processadors Intel en configuracions duals, d'altres van permetre l'ús d'un processador en sòcol 370 o ranura Slot 1, en forma excloent. Aquesta plataforma no és del tot obsoleta, però el seu ús es limita avui als usos esmentats, sent reemplaçat posteriorment pels sòcols 423/478/775 (per als processadors Pentium 4 i de base 2). L'empresa Via encara produeix processadors per sòcol 370, però està emigrant cada vegada més a la línia de processadors Ball grid array (BGA).